# Nawaru jezik
Nawaru jezik (ISO 639-3: nwr; sirio), transnovogvinejski jezik kojim govori oko 190 ljudi (1990 SIL) u dolini gornjeg toka rijeke Musa u provinciji Oro, Papua Nova Gvineja.
Zajedno s još četiri jezika aneme wake [aby], bariji [bjc], moikodi [mkp] i yareba [yrb], kojemu je najbliži, čini podskupinu yarebanskih jezika, šira jugoistočna papuanska skupina. U upotrebi su i hiri motu [hmo] ili yareba.

## Vanjske poveznice
- Ethnologue (14th)
- Ethnologue (15th)